# Municipio de Perry (condado de Pickaway)
El municipio de Perry (en inglés: Perry Township) es un municipio ubicado en el condado de Pickaway en el estado estadounidense de Ohio. En el año 2010 tenía una población de 1328 habitantes y una densidad poblacional de 13,59 personas por km².

## Geografía
El municipio de Perry se encuentra ubicado en las coordenadas 39°33′45″N 83°12′53″O / 39.56250, -83.21472. Según la Oficina del Censo de los Estados Unidos, el municipio tiene una superficie total de 97.72 km², de la cual 95,26 km² corresponden a tierra firme y (2,52 %) 2,46 km² es agua.

## Demografía
Según el censo de 2010, había 1328 personas residiendo en el municipio de Perry. La densidad de población era de 13,59 hab./km². De los 1328 habitantes, el municipio de Perry estaba compuesto por el 98,19 % blancos, el 0,45 % eran afroamericanos, el 0,23 % eran amerindios, el 0,45 % eran asiáticos, el 0,23 % eran de otras razas y el 0,45 % eran de una mezcla de razas. Del total de la población el 0,45 % eran hispanos o latinos de cualquier raza.